# Устинова, Татьяна Ивановна
Татья́на Ива́новна Усти́нова (14 ноября 1913, Алушта — 4 сентября 2009, Ванкувер, Канада) — советский геолог, первооткрывательница Долины гейзеров на Камчатке (1941). Лауреат премии имени С. П. Крашенинникова (2000).

## Биография
Татьяна Ивановна родилась в Крыму, а когда ей исполнилось четыре года, семья переехала в Харьков к родителям отца. По словам самой Т.Устиновой, «На выбор профессии повлиял отец. Он учился в горном институте в Томске. Кстати, преподававший там уже известный геолог В. А. Обручев обратил внимание на способного студента – моего отца. Но все переменила революция 1917 года. Отец оставил институт. Он работал потом в статистических учреждениях, но всю жизнь сожалел, что не стал геологом. Мать болела астмой и в 12 лет я осталась без матери. В школе я училась хорошо и после торгово-промышленной школы поступила в созданный в Харькове гидрометеорологический институт. Но желание стать геологом было так велико, что через полтора года я перевелась в университет на геологический факультет».
Татьяна Устинова окончила Харьковский университет где обучалась в 1933—1937 годах. Во время учёбы вышла замуж за орнитолога Юрия Викторовича Аверина. Дальнейший жизненный путь они провели вместе. Вместе меняли и места работы.
После окончания университета Татьяна Устинова поехала в Кавказский государственный заповедник, где работал её муж.
В 1938 году Юрия Аверина пригласили заведовать отделом биологии в Ильменском заповеднике на Урале, где нашлось место геолога и Татьяне Ивановне.
В 1940 году вместе с мужем уехали на работу в недавно образованный Кроноцкий заповедник на Камчатке, где им обоим нашлась работа по специальности. Топографических карт заповедника ещё не было. Экспедиции зимой проходили на собачьих упряжках и лыжах, летом — на лошадях и пешком. В апреле 1941 года Т. Устинова, сопровождаемая проводником ительменом Анисифором Павловичем Крупениным, исследуя реку Шумную, открыла Долину гейзеров. 
В 1943 году в семье родилась дочь Татьяна. В трехлетнем возрасте у неё обнаружили туберкулёз желёз, врачами было рекомендовано сменить климат, и в 1946 году семья Аверина и Устиновой вынужденно уехала с Камчатки. Вплоть до отъезда Татьяна Устинова проводила научные экспедиции, исследовала горячие источники, гейзеры и вулканы. Первой взошла на вершину вулкана Гамчен (2576 м).
После отъезда с Камчатки Аверин и Устинова два года провели в Москве.
В 1948 году семьёй переехали в Симферополь, где Татьяна с большим трудом нашла работу. В Крыму родилась вторая дочь Галина.
В 1957 году Ю. В. Аверин был приглашён на работу в Академию наук Молдавской ССР, где Татьяне Ивановне также нашлась работа. Она занималась изучением оползней, геоморфологией Молдавии.
В 1971 году Татьяна Устинова вышла на пенсию. С 1973 года на протяжении 13 лет преподавала инженерную геологию в Кишинёвском политехническом институте на строительном факультете..
На Камчатке Татьяна Ивановна снова оказалась в 1979 году по приглашению Института вулканологии для участия в съёмке документального фильма «Там, где зимует весна», который снимали операторы В. Иванченко и С. Верченко . М. Я. Жилин, сопровождавший её, вспоминает:
Татьяна Ивановна не расставалась с записной книжкой, её интересовали изменения в режиме гейзеров более чем за полвека. Во время поездки ей было вручено удостоверение о присвоении её имени перевалу между вулканами Дзензур и Жупановским...М. Я. Жилин
В книге «Юрий Викторович Аверин (1911—1990)» дочери Татьяны Устиновой вспоминали:
Родители до конца своей жизни всегда вспоминали о времени работы на Камчатке как о лучших и самых интересных годах своей жизни..Аверина Галина Юрьевна, Аверина Татьяна Юрьевна
В 1999 году с младшей дочерью Галиной вновь прилетала на Камчатку, посещала Долину гейзеров.
После смерти мужа в 1988 году Татьяна Устинова уехала в Канаду к своей старшей дочери Татьяне.
Скончалась на 96-м году жизни 4 сентября 2009 года в Ванкувере. Свой прах завещала похоронить в долине Гейзеров. И 5 августа 2010 года прах исследовательницы был захоронен на склоне долины реки Гейзерной с видом на гейзеры, открытие которых принесло ей мировую славу. На могиле установлено надгробие из обломков застывшей лавы вулкана Кихпиныч.

## Память
В 1951 году тиражом 20000 экземпляров вышла книга Т. И. Устиновой «Гейзеры Камчатки».
Карстовая шахта-понор Устиновой (703-4). Расположена на массиве Караби в Крыму. Заложена в верхнеюрских известняках. Протяженность 20 м, глубина 60 м, площадь 115 м². Начинается наклонной галереей с глыбовым навалом на дне и натеками в своде. На глубине 20 м она обрывается в 40-метровую внутреннюю шахту. Названа в честь крымского ученого-географа Татьяны Ивановны Устиновой, занимавшейся в 50—60-е годы изучением конденсации в пещерах Караби-яйлы. Название присвоено Карстовой комиссией КАН в 1992 году, в связи с 80-летием ученой. Расположена на территории заказника «Горный карст Крыма».